# Kościół Najświętszej Maryi Panny Rożańcowej w Bukowcu
Kościół Najświętszej Maryi Panny Rożańcowej w Bukowcu – rzymskokatolicki kościół filialny należący do parafii Matki Bożej Pocieszenia w Wyszynach (dekanat chodzieski archidiecezji gnieźnieńskiej).
Jest to świątynia wzniesiona w 1863 roku jako ewangelicka. Budowla jest murowana, reprezentuje styl neogotycki. Posiada wieżę od strony zachodniej i półkolistą absydę od strony wschodniej. We wnętrzu zachowały się empory.
W dniu 5 kwietnia 2010 roku kościół został konsekrowany przez ówczesnego prymasa Polski, arcybiskupa metropolitę gnieźnieńskiego, Henryka Muszyńskiego.